# Lijst van bestelwagens van Mercedes-Benz
Deze pagina geeft een overzicht van de door Mercedes-Benz geleverde bestelwagens.

## Mercedes-Benz bestelwagen types
| Bouwtijd geproduceerd aantal                                                                          | Type                                 | Opmerkingen | Afbeelding                           |
| kleine bestelwagens (2,65 tot 3 ton)                                                                  | kleine bestelwagens (2,65 tot 3 ton) | kleine bestelwagens (2,65 tot 3 ton) | kleine bestelwagens (2,65 tot 3 ton) |
| --- | ------------------------------------ | --- | ------------------------------------ |
| 1988-1995 ca. 207.000 stuks                                                                           | MB100                                | |                                      |
| 1996-2003 ca. 560.000 stuks                                                                           | W638 Vito V-Klasse                   | Eerste Vito, als personenbusje V-Klasse genoemd                                                                                          |                                      |
| 2003-2015                                                                                             | W639 Vito Viano                      | Tweede Vito, als bestelwagen en personenbusje. Viano is een luxe uitvoering van de Vito                                                  |                                      |
| vanaf 2015                                                                                            | W447 Vito V-Klasse EQV               | Derde Vito, als bestelwagen en personenbusje. V-klasse is een luxe uitvoering van de Vito. EQV is een elektrische versie van de V-klasse |                                      |
| middelgrote bestelwagens (2,4 tot 4,6 ton en 6,0 ton)                                                 |                                      | |                                      |
| 1970-1977 ca. 304.000 stuks                                                                           | L 206 L 207 etc.                     | Harburger Transporter overgenomen van Hanomag-Henschel                                                                                   |                                      |
| 1977-1995 ca. 970.000 stuks                                                                           | T 1                                  | Bremer Transporter |                                      |
| 1995-2006 t/m december 2005 meer dan 1.300.000 stuks. (Wordt (2008) nog steeds in Argentinië gebouwd) | Sprinter                             | Topmodel 616 CDI als 6,0-tonner en 156 pk                                                                                                |                                      |
| 2006-2018                                                                                             | Sprinter W906                        | |                                      |
| vanaf 2018                                                                                            | Sprinter                             | |                                      |
| grote bestelwagens (3,5 tot 7,5 ton)                                                                  |                                      | |                                      |
| 1956-1967 ca. 140.000 stuks                                                                           | L319 L311 etc                        | later omgedoopt tot L405 (Diesel) en L407 (Benzine)                                                                                      |                                      |
| 1967-1986 ca. 540.000 stuks                                                                           | T2                                   | Düsseldorfer Transporter (eerste generatie)                                                                                              |                                      |
| 1986-1996 138.407 stuks                                                                               | T2                                   | Düsseldorfer Transporter (tweede generatie)                                                                                              |                                      |
| 1996-2013 90.743 stuks                                                                                | Vario                                | |                                      |